# Ясная Поляна (Харьковская область)
Ясная Поляна (укр. Ясна Поляна) — село, Поповский сельский совет, Красноградский район, Харьковская область, Украина.
Код КОАТУУ — 6323385711. Население по переписи 2001 года составляет 199 (99/100 м/ж) человек.

## Географическое положение
Село Ясная Поляна находится на берегу реки Вшивенькая (в основном на левом), выше по течению примыкает к селу Раздолье, ниже по течению на расстоянии в 1 км расположено село Вольное. Рядом проходит автомобильная дорога Т-2109.

## История
- 1920 — дата основания.

## Экономика
- Молочно-товарная и свинотоварная фермы.